# Stillvogt

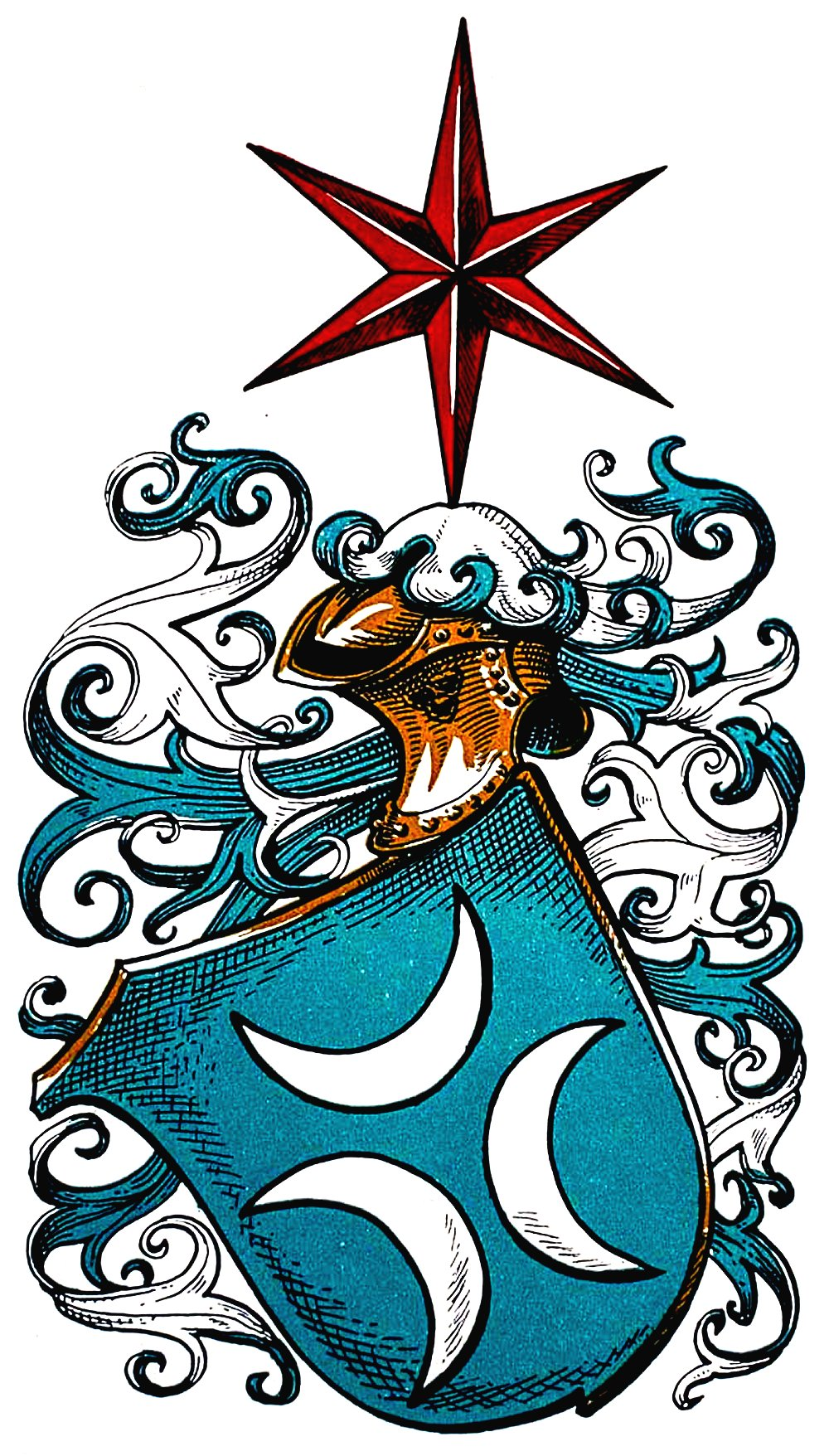
Wappen derer Stillevogt, von Waldau.: Rudolf Stein, Der Rat und die Ratsgeschlechter des alten Breslau.

Stillvogt, auch Stillevogt, Stillvoit und Stillvoyt, ist der Name eines alten ursprünglich schlesischen Geschlechts mit Wurzeln in Breslau. Ein Zweig war das Uradelsgeschlecht von Sachenkirch, welches 1630 erlosch.

## Geschichte
An der Stelle, an der Breslau unter dem Namen Wratislavia nach dem Mongolensturm von 1241 gegründet wurde, bestand bereits vorher eine deutsche Gemeinde, die nach Pusch „sich wahrscheinlich aus deutschen Kaufleuten zusammensetzte und die schon Anfang des 13. Jahrhunderts so stark war, dass sich der Piastenherzog Heinrich I. veranlasst sah, einen deutschen Schultheiß einzusetzen.“ 1214 war ein Träger des Namens Godinus als Schultheiß der deutschen Gemeinde eingesetzt. Es gab im Gebiet, auf dem Breslau entstand, vor seiner Begründung mehrere Ansiedlungen, u. a. von Wallonen, „Falknern“ im Dorf Falkendorf „villa falconariorum“ (Sokolnice, Zocholnice, Tocholnitz), sicherlich auch Polen, und eine dieser verschiedenen, auseinanderliegenden Ansiedlungen bestand aus Deutschen, die sich zu einer deutschen Gemeinde zusammengeschlossen hatten. Nach Colmar Grünhagen wurde die Aussetzung der Städte nach deutschem Recht meist einem Adeligen aus der Umgebung der Fürsten übertragen, der für seine Mühewaltung eine Reihe von Vorteilen erhielt. Die Vogtei sowohl der Altstadt als auch der Neustadt befand sich in den Händen von Bürgern wie die Geschlechter Schertelzan und Stillvogt. Breslau ist nach dem Mongolensturm von 1241 gegründet worden, das Magdeburger Recht hat es aber erst 1261 erhalten, nachdem sich die Bürgerschaft seine Obrigkeit selbst wählte. Bis dahin war es Sache des Herzogs, einen Schultheiß einzusetzen, der als Vogt mit den vom Herzog ernannten Seniores, den Angesehensten der Bürgerschaft, die Stadt regierte. Godinus ist als ein solcher für 1214 nachgewiesen, gefolgt 1229 von seinem Sohne Alexander. Familiennamen kannte man in dieser Epoche noch nicht. Erst im Laufe des 13. Jahrhunderts wurde die Annahme von Familiennamen Allgemeinheit. Die Nachkommen der vorgenannten Vögte Godinus und Alexander nahmen dann den Namen Stillvogt (Stillevogt, Stillvoyt, Stillvoit) an, wobei der Name von den gewesenen Vögten, die stillen Vögten, abgeleitet sein dürfte. Von Schultheiß Alexander, der vom Herzog Schottwitz (heute Sołtysowice genannt) und Rosenthal (heute Stadtteil Różanka) bei Breslau erhielt, stammen fünf Söhne ab.

## Stammfolge
- Godinus * um 1150
  - Alexander * um 1175; † nach 1229 in Breslau. Breslauer Schultheiß, Besitzer von Schottwitz und Rosenthal bei Breslau.
    - Heinrich, Henricus advocatus Wratislaviensis Gründer der Stadt Breslau nach dem Mongolensturm von 1241 und deren erster Erbvogt. Nach Pusch ist eine adelige Herkunft nicht zu beweisen. Auch Grünhagen hat ihn nicht für adelig gehalten[5]. Pusch unterstellt, dass er einer Kaufmannsfamilie entstammte, denn er hielt seinen Vater Alexander für einen deutschen Kaufmann. Aus Urkunden weiß man, dass er als advocatus Wratislaviensis 1254 als Erster unter den Scabini Wratslaviensis[6] genannt ist. Als Zweiter ist „frater ejus Sifridus“ verzeichnet, und sechster Scabini ist Gotkinus, Bruder Heinrichs und Sifridus. Alle drei waren Söhne des Schultheiß Alexander und alle drei waren Schöffen, bevor 1261 das Magdeburger Recht eingeführt wurde.[1] Es scheint, dass man sich schon vorher nach diesem gerichtet hat. Man will wissen, dass ihm für seine Tätigkeit als Erbvogt das Burgfeld und eine Mühle überlassen wurden[1]. Von ihm sind drei Söhne bekannt geworden:
      - Heinrich der Jüngere von Waldau, auf Lohe, Lukowitsch(Laugwitz) und Waldau, Ahnherr der Ast von Waldau (Waldow) (Schlesien), folgte 1262 seinem Vater Heinrich als zweiter Erbvogt, nunmehr unter dem 1261 eingeführten Magdeburger Recht. Dieses Amt hat er bis 1272 wahrgenommen. 1275 wurde es durch Heinrich IV. (Schlesien) abgelöst und gegen die Güter Lohe (jetzt Ślęza (Kobierzyce) wo heute noch ein Schloss Dwór w Ślęzy erbaut von Nicolaus von Waldau steht, Schloss Lohe) und Lukowitsch (Laugwitz, jetzt genannt Łukowice Brzeskie) ausgetauscht. Als Heinrich weiteren Besitz in Waldau erwarb, nannte er sich fortan „von Waldau“ und wurde zum Stammvater des Uradels von Waldau, der heute noch blüht aber nicht mit Waldow (Adelsgeschlecht) zu verwechseln ist.
      - Alexander (urkundlich 1262)
      - Siegfried (urkundlich 1262)

    - Gotke Stillvogt (Gotke Stillevogt, Gedco Stilvoyt) † nach 1272 – Gründer, erster Bürgermeister Krakau, zusammen mit Jakob, Richter von Neisse und Ditmar Wolk aus Breslau, 5. Juni 1257 im Dorf Kopernia bei Pińczów mit dem Privileg des Fürsten Bolesław V. (Polen) schloss (Gründung Krakaus, Standortvertrag für eine neue Stadt in Krakau) zum Magdeburger Recht ab. Standortprivileg von KrakauEr wurde der Lokator von Krakau, danach Erbvogt der neben der Altstadt Breslau gegründeten Neustadt und begründete unter dem Namen Stillvogt eine eigene Familie von vier Generationen, aus der, mit ihm, vier Ratsherren der Stadt Breslau hervorgegangen sind[1]. Gotke erscheint zum ersten Mal in 1254 als Breslauer Geschworener (Gotkinus)[7]. Der Inhalt des mit dem Fürsten abgeschlossenen Vertrages war die Durchführung von Vermessungsarbeiten, die Schaffung von Handelsplätzen, die Organisation eines Geschworenengerichts und die Ansiedlung von Siedlern[8]. Das Ergebnis der Arbeit des Bürgermeisters war die Abgrenzung von Krakaus Hauptmarkt und der Kleiner Marktplatz in Krakau, Plätze für Stände, ein Straßenschachbrett und die Gründung der Stadtbank Institution, die zusammen mit dem Bürgermeister Gericht halten sollte. Für ihre Verdienste erhielten die ersten Bürgermeister etwa 600 Hektar Ackerland als städtischen Besitz, einen Schlachthof, Mühlen an der Weichsel und Prądnik und das Recht zur Erschließung der Ufer der Weichsel vom Kloster der Norbertinerinnen bis zum Zisterzienserkloster in Mogiła. Die größten Einnahmen brachte jedoch das Privileg, Miete von einem Sechstel der Baugrundstücke im neuen Krakau zu erheben, und die Befreiung von Zöllen und Gebühren für transportierte Waren. Er beendete seine Tätigkeit in Krakau vor 1267. Zwischen 1264 und 1272 war Gotke Besitzer der Breslauer Neustadt.[9] Gotkes Ehefrau ist unbekannt. Folgende Kinder sind bekannt:
      - Bertrada (Berthrada) Stillvogt ⚭ vor 1270 mit Heinrich (Henko), Schildmacher, Heinrich Clipeator genannt von Zeitz, geboren in Zeitz bei Leipzig, 1257 Herzoglicher Prokurator.
        - Heinrich von Sonnenberg † 3. November 1318, Pfarrer in Reichenbach/Schlesien; am 13. Februar 1270 als Kaplan von König Ottokar II. von Böhmen erwähnt: 1277 Domherr und Dechant von Ermland, 1279 Dompropst, vor 1284 Besitzer von Burg Sonnenberg sowie drei Dörfern, Sonnenberg, Betkendorf und Drewsdorf, die er mit deutschen Bauern besetzte. In einer Breslauer Urkunde vom 13. Februar 1270 bekundet der Provisor des Klarenstiftes in Breslau, dass Heinrich Clypeator und sein Sohn Heinrich, Kapellan des Königs von Böhmen, jenem Stifte die Burchardsmühle in Gohlau überlassen haben, gegen gewisse Zinsen auf Breslauer Mühlen, Badhaus und Malzhaus, die jenen beiden und des Clipeators Frau Berthrada, Schwester des Godekin, auf Lebzeiten gezahlt werden sollen. Weitere Urkunden ergeben, dass Meister Heinrich der Schilder aus Zeitz stammte. Mit dem Beinamen „von Zeitz“ (de Cyz, Cis, Cyze) kommt er schon 1254 zusammen mit seinem Schwager Gotkin als Breslauer Bürger vor.

      - Nikolaus Stillvogt † nach 12. Februar 1309. 1284 Bürger in Breslau, 1286 Zeuge, 1289 Schöffe, bis 1309 im Breslauer Rat.
        - Konrad d.Ä. Stillvogt, auf Rommenau, † nach 1331. 1290–1309 und 1319–1331 im Breslauer Rat. 1330 oder 1331 mit Johann von Lübeck, Konrad Wiener, und Johann Salomo Gesandter der Stadt Breslau zu König Johann von Böhmen entsandt. ⚭ Adelheid von Mollensdorf
          - Konrad Stillvogt † nach 1364
            - Dorothea Stillvogt † nach 1406 ⚭ Nikolaus Sachwitz

          - Margarethe Stillvogt † nach 1346
          - Barthold Stillvogt † nach 1347
          - Klara Stillvogt † nach 1355
          - Katharina Stillvogt † nach 1350
          - Hans Stillvogt, Ritter † nach 1354
          - Helwig Stillvogt † nach 1355
          - Else Stillvogt † nach 1355
          - Thimo
          - Caritas (Liebste) Stillvogt † nach 1340
          - Paul † nach 1345, Schöffe. Erbte Rommenau im Jahre 1292. ⚭ N.N.
            - Lucia, 1345
            - Hanko, verkaufte 1358 Giersdorf
            - Peter † vor 1406, auf Rommenau. Sein Schwager war Nikolaus Sachwitz.

      - N.N. Stillvogt ⚭ Helwig (Helwico) von Bunzlau (Helwicus dicto de Boleslawitcz) † nach 1266, Grundstücksbesitzer in Breslau, kauft ein Stück Acker oder Feld, gelegen inmitten der Güter des Vincenzstiftes, der städtischen Weideplätze bei dem Olbina (Elbing) genannten Gute und der zu Rosinthal (Rosenthal).
      - Anna Stillvogt ⚭ Nikolaus I. von der Neisse † nach 1328, Stammvater der Gesamtfamilie von der Neisse.
      - Gotke d.J. Stillvogt † nach 1301, 1297 Breslauer Schöffe, 1299 Konsul, 1301 Schöffe.
        - Godin oder Godinus Stillvogt, Goldschmied in Breslau ⚭ N.N.
          - Dietrich Stillvogt
          - Heinrich Stillvogt
          - Else Stillvogt
          - Katusch Stillvogt
          - Erasmus Stillvogt
          - Lorenz Stillvogt

        - Fritze Stillvogt

    - Sifridus. Mit seinen Brüdern Heinrich und Gotke war er 1254 Schöffe noch vor der Einführung des Magdeburger Rechts.
    - Johann, möglicherweise früh verstorben.
    - Konrad, erhielt von seinem Vater Rosenthal und wurde Vater von Zacharias, der, noch ohne Familienname, eine Tochter von Engelger, ebenfalls noch ohne Familienname, heiratete. Dieser wurde 1269 Bürger in Breslau, 1280, 1290 und 1298 Konsul im Rat der Stadt und 1293 Schöffe. Er war Besitzer einer Mühle und des Dorfes Sacherwitz (Zachariae villa), heute Zacharzyce genannt. Konrad wurde Bürger von Schweidnitz (heute Schweidnitzer Vorstadt) und sein Enkel wurden die Stammväter der Familien Sachenkirch und Sachwitz[1]

## Wappen
Blasonierung: In Blau drei (1:2) silberne Halbmonde, der obere aufwärts, die unteren auswärts gewendet. Auf dem Helm mit blau–silbernen Decken ein roter Stern.